# Süßwasserqualle
Die Süßwasserqualle (Craspedacusta sowerbii, fälschlich auch C. sowerbyi, C. sowerbyii oder Microhydra sowerbyi), auch Süßwassermeduse genannt, ist eine Art der Limnomedusae aus dem Stamm der Nesseltiere. Mit 99,3 % hat die Süßwasserqualle den höchsten bei Tieren festgestellten Wassergehalt.
Sie ist die einzige im Süßwasser vorkommende Art der Gattung Craspedacusta, die sich über Ostasien hinaus verbreitet hat. Sie kommt in langsam fließenden und stehenden Gewässern vor, in denen sich die Uferzone stark erwärmen kann. Die bevorzugte Nahrung besteht aus Kleinkrebsen, Rädertieren und Einzellern.
Süßwasserquallen sind für Menschen harmlos und haben auch nichts mit einer mangelhaften Wasserqualität zu tun.

## Merkmale
Der Durchmesser beträgt bis 2,5 cm. Das ausgewachsene Tier trägt am Schirmrand bis über 600 nesselbesetzte, fadenförmige Tentakel. Der Magenstiel endet in vier Mundlappen. An den vom Zentralmagen ausgehenden Radiärkanälen sitzt bei geschlechtsreifen Tieren je ein Geschlechtsorgan.

## Biologie
Der Polyp, aus dem die Qualle (Meduse) durch Knospung hervorgeht, ist sehr klein (0,5 bis 2 mm) und tentakellos. Die Meduse als Geschlechtsform des Nesseltiers vermehrt sich sexuell, wodurch wieder Polypen entstehen.
Die in Europa vorkommende Süßwasserquallenart Craspedacusta sowerbii vermehrt sich (meist) nicht sexuell, da die von Vögeln eingeschleppten Polypen fast immer gleichgeschlechtlich sind. Die Polypen vermehren sich asexuell durch Knospung, Querteilung oder durch Frusteln. Aus den Polypen entstehen dann gleichgeschlechtliche Medusen, die sich nicht sexuell vermehren können, da ihnen der andere Geschlechtspartner fehlt.

## Verbreitung
Der erste europäische Nachweis erfolgte 1880 in den Royal Botanic Gardens in London, wo sie in einem Seerosenbecken auftraten. Vermutet wird, dass sie aus Brasilien eingeschleppt wurden. Alternativ könnte Craspedacusta sowerbii 1880 auch aus Ostasien nach Europa eingeschleppt worden sein. Heute ist die Art weltweit, außer in der Antarktis, zu finden.

## Belege

## Anmerkung
1. ↑  Die von Lancester (1880) gewählte Schreibweise ist sowerbii. Es handelt sich um die Genitivform des latinisierten Namens Sowerbius. Diese Schreibweise ist nach den Internationalen Regeln für die Zoologische Nomenklatur beizubehalten.